# Шувгей
Шувгей — собирательное название нечистой силы у коми-зырян и коми-пермяков. Материализуется в виде сильного ветра, вихря.

## Описание
К нечистой силе относились водяной вакуль, леший ворса, домашние духи олысь, банник, пывсянка.
Они могли навредить взрослому человеку, но особенно опасными они были для детей. Считалось, что ворса или чудь могут подменить ребёнка лохматым уродцем. Для предотвращения такого события клали обереги — ножницы, иголку без ушка, а также хлеб и соль.
Шувгей мог принять форму вихря и унести даже взрослого мужчину. Лучшим оберегом против такой напасти служил топор. Считалось, что если перерубить след пропавшего человека, то Шувгей отпустит его. Похищенные, находясь внутри Шувгея, по-разному воспринимают факт своего похищения. Ребёнок видит хоровод веселящихся детей, которые зовут его. Если он откликнется и подаст им руку, навсегда окажется во власти Шувгея. Также опасно оставлять детей в пространствах, близких к пересечению с нечистой силой: мосты, хлева, леса, бани.
Похищенный может вернуться, если не потеряет самообладания, будет читать молитвы. Наиболее действенным из оберегов считались шёлковая нить, обвязанная вокруг талии, а также кристаллики из местного белого камня, который каждый из народа коми носил как амулет на груди в мешочке.
Шувгей считался одной из насылающих болезни сил. Заикание и эпилепсия объяснялись долгим воздействием Шувгея. Во время поста или праздника не следовало работать. Считалось, что за этот грех Шувгей «надует» болезнь и хозяйка будет болеть столько же, сколько времени отняла от отдыха.
Шувгей может принять также образ недавно умершего родственника, прийти к жене в виде умершего мужа, покатать на лошади крестника в виде умершего крестного. Перед охотниками он является в образе прекрасной девы, зовущей к себе на опушку. Также он может явиться охотнику в виде неясного зова, галлюцинации, стуком в дверь или в окно.
По мнению коми-зырян, ураган во время ливня есть агония Шувгея от наказания Еном громом и молнией.

## Шувгей в кино
В 2009 году вышел фильм «Ветер Шувгей» Алексея Федорченко о посёлке болгарских лесорубов в республике Коми, который просуществовал в течение 15 лет. Действие разворачивается в начале 90-х, кто-то нашёл любовь и решил остаться в нелегкое для чужой страны время. А кого-то разбросал ветер Шувгей и он не приехал сюда никогда. Фильм о болгарах в центре коми-удорской тайги.